# Epiplema nigromaculata
Epiplema nigromaculata är en fjärilsart som beskrevs av Arnold Pagenstecher 1886. Epiplema nigromaculata ingår i släktet Epiplema och familjen Uraniidae. Inga underarter finns listade i Catalogue of Life.